# Karl Ludwig Michelet
Karl Ludwig Michelet (4 de dezembro de 1801 – 15 de dezembro de 1893) foi um filósofo alemão. Ele nasceu e morreu em Berlim.

## Biografia
Michelet estudou na escola secundária e na Universidade Humboldt em sua cidade natal, obteve seu doutorado em filosofia em 1824, e tornou-se professor em 1829, cargo que manteve até sua morte.

## Obra
Educado na doutrina de Hegel, permaneceu fiel aos seus primeiros ensinamentos e dedicou sua vida a defender e continuar a tradição hegeliana. Seu primeiro trabalho notável foi o System der philosophischen Moral (Berlim, 1828), que desenvolve os princípios contidos em sua dissertação inaugural. É um exame da teoria ética da responsabilidade. Em 1836, publicou em Paris um tratado sobre a Metafísica de Aristóteles, escrito em francês (Examen critique du livre d'Aristote intitulé Metaphysique) e premiado pela Académie des Sciences Morales et Politiques. Ele também escreveu outros dois tratados sobre Aristóteles: Nikomachische Ethik (2ª ed., 1848) e Die Ethik des Aristoteles in ihrem Verhältniss zum System der Moral (1827).
As próprias visões de Michelet são melhor expressas em suas obras Vorlesungen über die Persönlichkeit Gottes und die Unsterblichkeit der Seele, oder die ewige Persönlichkeit des Geistes (1841) e Die Epiphanie der ewigen Persönlichkeit des Gottes (1844–52). A teologia filosófica desenvolvida nestas obras foi descrita como um "Neocristianismo espiritualista."
De 1832 a 1842, Michelet trabalhou como um dos editores das obras completas de Hegel, e procurou ilustrar o sistema de Hegel em três obras: Geschichte der letzten Systeme der Philosophie in Deutschland von Kant bis Hegel (2 vols., Berlim, 1837–1838), Entwickelungsgeschichte der neuesten Deutschen Philosophie mit besonderer Rücksicht auf den gegenwärtigen Kampf Schelling's mit der Hegelschen Schule (1843), e a dissertação polêmica Schelling und Hegel (1839). Em Anthropologie und Psychologie (1840), Michelet diverge em muitos aspectos dos princípios hegelianos.
Outras obras incluem: Eine italienische Reise in Briefen (Berlim, 1856), Die Geschichte der Menschheit in ihrem Entwickelungsgange seit dem Jahre 1775 bis auf die neuesten Zeiten (2 vols., 1859–60), Naturrecht, oder Rechtsphilosophie als die praktische Philosophie (3 vols., 1866), Esquisse de logique (Paris, 1856), Hegel der unwiderlegte Weltphilosoph (1870), Wahrheit aus meinem Leben (1886).
Em 1845, Michelet fundou a Sociedade Filosófica de Berlim, que tem representado continuamente o hegelianismo na Alemanha. Ele foi o primeiro editor de Der Gedanke (1860), o órgão oficial da sociedade.